# Сен-Жюльен-Шаптёй
Сен-Жюлье́н-Шаптёй (фр. Saint-Julien-Chapteuil, окс. Sant Julian-Chaptuèlh) — муниципалитет во французском департаменте Верхняя Луара, в регионе Овернь. Население — 1 870 (2008).
Расстояние до Парижа — 450 км, до Клермон-Феррана — 115 км, до Ле-Пюи-ан-Веле — 14 км.

## Известные жители
- Жюль Ромэн — французский писатель, поэт и драматург, член Французской академии.

1. 1 2  база данных о французских коммунах — Национальный географический институт Франции, 2015.